# Mateusz Manterys
Mateusz Manterys (ur. 14 września 1872 w Pojałowicach, zm. 26 marca 1946 tamże) – polski chłop, żołnierz, polityk, działacz społeczny, poseł do Dumy Państwowej Imperium Rosyjskiego i na Sejm I kadencji w II RP z ramienia Związku Ludowo-Narodowego.

## Życiorys
Urodził się w rodzinie chłopskiej jako syn Tomasza i Magdaleny z Garmulewiczów. Uczęszczał do szkoły ludowej w rodzinnej miejscowości, a później pracował we własnym gospodarstwie. W latach 1893–1897 odbył służbę wojskową w Petersburgu; w jej trakcie należał do tajnej organizacji zrzeszającej polskich żołnierzy, za co w 1898 roku więziony był przez dziewięć miesięcy w twierdzy Pietropawłowskiej. Po powrocie do Pojałowic zaangażował się w działalność społeczną, pełniąc przez 16 lat funkcję pełnomocnika gminnego. Znalazł się nadto wśród inicjatorów powołania miechowskiej Spółki Rolniczej „Jutrznia” (1899) i współorganizatorów zwołanej we wrześniu 1903 roku wystawy rolniczej w Miechowie.
Po wybuchu wojny rosyjsko-japońskiej 1904 został zmobilizowany do armii carskiej. W grudniu 1905 wchodził w skład prezydium zjazdu chłopskiego w Warszawie, zwołanego z inicjatywy Ligi Narodowej. W latach 1905–1906 zaangażował się w organizowanie kas oszczędnościowych oraz spolszczanie zarządu gminnego i szkół wiejskich. W tym okresie podjął działalność w Towarzystwie Oświaty Narodowej i Stronnictwie Narodowo-Demokratycznym. W kwietniu 1906, za organizowanie zebrań gminnych i tajnych zgromadzeń chłopskich, został aresztowany i osadzony w więzieniu w Kielcach.
W maju 1906 roku został wybrany stosunkiem głosów 47:12 na posła do I Dumy Państwowej z guberni kieleckiej. Pracując w Komisji Agrarnej sprzeciwiał się koncepcjom wywłaszczania wielkiej własności dla celów reformy rolnej, co naruszało, jego zdaniem, własność prywatną (ogłosił w tej sprawie 3 czerwca list otwarty w dzienniku „Naród”). Po rozwiązaniu parlamentu kierował akcją wyborczą do II Dumy w powiecie miechowskim. Współpracował z endecką prasą: „Zorzą” i „Gazetą Świąteczną”.
Pod koniec 1907 roku skrytykował w opublikowanym na łamach „Przeglądu Porannego” liście otwartym Stronnictwo Narodowo-Demokratyczne i Józefa Świeżyńskiego, oskarżając go o pozbawienie chłopów przedstawicielstwa w parlamencie. Z tego względu zerwał z endecją, podejmując współpracę z ruchem zaraniarskim. W latach 1907–1911 był członkiem Rady Naczelnej Towarzystwa Kółek Rolniczych im. Stanisława Staszica. W 1912 roku, jako jeden z czterech zaraniarzy (Stanisław Rzymski, Józef Rączkowski i Jacenty Miszczyk), został ekskomunikowany przez biskupa kieleckiego Augustyna Łosińskiego. W czasie wojny działał w Polskim Stronnictwie Ludowym „Wyzwolenie”, z którego wystąpił w listopadzie 1918 roku, po zbliżeniu z Polską Partią Socjalistyczną.
W 1918 roku uczestniczył w akcji demonstracyjnej skierowanej przeciw traktatowi brzeskiemu; był autorem protestu, jaki uchwalili wówczas chłopi. Z endecją związał się ponownie w 1921, a w roku następnym uzyskał mandat posła na Sejm I kadencji z listy Chrześcijańskiego Związku Jedności Narodowej w okręgu nr 22 (Sandomierz). Przystąpił do klubu poselskiego Związku Ludowo-Narodowego, będąc członkiem jego zarządu i pracując w komisjach administracyjnej i odbudowy kraju. Po 1927 roku wycofał się z życia politycznego.

## Życie prywatne
Od 1897 roku żonaty był z Julią z Wilków. Miał kilkoro dzieci. Jego bratem był działacz społeczny i senator II RP Stanisław.